# 溺れるようにできている。
『溺れるようにできている。』（おぼれるようにできている。）は、シギサワカヤによる日本の漫画作品。
『コミックエール!』（芳文社）にてVol.1から6（まんがタイムきららキャラット2007年6、9、12月号増刊、2008年2、4、6月号増刊）まで連載され、単行本が2008年9月に発売された。
単行本発売後の『コミックエール！』や『ぷちエール！』、同人誌で読み切りの描き下ろしがあり、それらを編入した完全版が2015年12月に発売となった。

## あらすじ
8つ年上の幼馴染、圭と付き合い始めた大学3年生の佳織。山梨と東京を挟む片道2時間以上の『中距離恋愛』を重ねる中、圭への想いを日々募らせていく佳織だが、そう上手くはいかなくて……。

## 登場人物
海老沢 佳織（えびさわ かおり）
本編の主人公で、三つ編みと眼鏡が特徴の大学3年生。山梨県在住。玉砕覚悟で告白した幼馴染の圭と、3か月前から付き合っている。妹の由佳里からは『日本インドア代表』とまで呼ばれるほどに物事に色々と奥手で、やや人見知りする性格。就活と東京への交通費を稼ぐ為、和菓子屋『青木堂』でアルバイトを始める。圭との交際やアルバイト中の様々な経験を経て傷つき葛藤しつつも少しずつ成長していき、また無自覚ながらその誠実かつ親身な接客が実を結んで青木堂の売上を前年度比150％にまで伸ばしたことで、店長直々に正社員採用の話を持ちかけられる。
食欲旺盛な健啖家であり、母親いわく『胃袋が魔界に通じてる』らしい。しかし、後述の圭の『悪癖』により近頃はややセーブ気味。九月病に登場した海老沢碧の妹（次女）である。
輿水 圭（こしみず けい）
3ヶ月前から佳織と付き合い始めた、8つ年上の幼馴染み。東京在住のサラリーマンで、佳織にとっては彼氏であると同時に『よく出来た大人』の見本のような存在である。普段は物腰穏やかで優しいが、時として物言いが辛辣になってしまうことも。自覚はないがかなりのグルメで佳織とのデートは大概が食事であり、彼女の旺盛な食べっぷりに惚れ込んでいる。また、情事の最中にちょくちょく佳織の腹肉を揉むという悪癖もあるなど案外変わり者でもあり、佳織がなるべく食事量を抑えるようになったのもこの辺に一因がある。